# Sadarsa africana
Sadarsa africana là một loài bướm đêm trong họ Noctuidae.